# Epulon
Epulon (također poznat kao Epulo, Epulone ili Aepulo), histarski vladar koji je ratovao protiv Rimljana koji su pokušavali pokoriti Histriju na području današnje Hrvatske. Nakon početnog uspjeha u kojima je porazio svoje neprijatelje kod Akvileje, Epulon je konačno poražen u opsadi svoje prijestolnice Nezakcija. Prije nego što su napali Nezakcij, Rimljani su zauzeli ostale važne histarske centre u Istri. Rimljani u početku nisu uspjeli zauzeti Nezakcij i nisu postigli nikakav uspjeh u dugotrajnoj opsadi grada. Uspjeh njihova napada promijenio se tek kad su Rimljani skrenuli tok rijeke koja je štitila Nezakcij i opskrbljivala ga vodom. Kad je Epulon shvatio kako su Rimljani pobijedili, počinio je samoubojstvo probovši se mačem kako bi izbjegao rimsko sužanjstvo. Danas se Epulon smatra junakom koji je radije odabrao smrt nego zatočeništvo, postavši predmetom divljenja suvremenika.

## Antički izvori o Epulonu
Iliri nisu bili pismeni, a rimski i grčki povjesničari nisu uvijek bili nepristrani kad su pisali o njima. Pored arheoloških nalaza, rimske i grčke kronike su gotovo jedini izvori saznanja o Ilirima. 
Rat Rima protiv Histra smješten je u razdoblju od prvih čarki oko Akvileje oko 181. godine pr. Kr. do 177. godine pr. Kr. i rimske pobjede.  
Rimski kroničar Livije navodi kako su prvi napadi na Akvileju uspješno odbijeni nakon čega je uspostavljen relativni mir. Svakako da su Histri i dalje vidjeli rimsko prisustvo kao opasnost, pa dolaskom Epulona na vlast sukobi ponovo počinju. U nekoliko sporadičnih bitaka Histri su doslovno sasjekli nekoliko rimskih jedinica. Novi rat možda nije bio zasnovan na uvjerenju ilirskih plemena da mogu pobijediti Rim, ali je sigurno da se bezobzirnost Rimljana više nije mogla trpjeti. 
Livije spominje i da su Histri izvršili jedan uspješan napad na rimski logor tijekom kojeg su se legionari u panici razbježali, a Histri oteli veliki ratni plijen: dragocjenosti, opremu, hranu i vino. No, rimska vojska se brzo regrupirala te je sustigla ilirske ratnike opterećene plijenom, opijene pobjedom i vinom i lako povratila izgubljeno. Pobijeno je mnogo Histara, a Epulon se sklonio u Nezakcij. Evo kako je to Livije opisao: